# William Watson (Schauspieler)
William C. Watson (* 5. Oktober 1938; † 5. November 1997 in Kauai, Hawaii) war ein US-amerikanischer Schauspieler.

## Leben
Watson begann seine Karriere 1966 mit dem B-Movie Girl on a Chain Gang. Im darauf folgenden Jahre spielte er eine Nebenrolle im mit fünf Oscars ausgezeichneten Drama In der Hitze der Nacht. Anfang der 1970er Jahre war er in einer Reihe von Western zu sehen, darunter Lawman und Chatos Land. In der Folge erhielt er jedoch immer seltener Spielfilmengagements. Erfolgreicher war er beim Fernsehen; er trat in Gastrollen in zahlreichen erfolgreichen Fernsehserien der 1960er, 1970er und 1980er Jahren auf. Unter anderem war er in High Chaparral, Bonanza, Detektiv Rockford – Anruf genügt, CHiPs, Dallas und Magnum zu sehen.
Er spielte im Pilotfilm der Fernsehserie Kojak – Einsatz in Manhattan, mehreren Folgen von Die Straßen von San Francisco, Rauchende Colts und Hawaii Fünf-Null und in der Miniserie Roots. Seinen letzten Auftritt hatte er an der Seite von Michael Moriarty und Karen Black in Larry Cohens Horrorfilm Die Wiege des Schreckens.

## Filmografie (Auswahl)

### Film
- 1967: In der Hitze der Nacht (In the Heat of the Night)
- 1971: Lawman
- 1971: Leise weht der Wind des Todes (The Hunting Party)
- 1972: Chatos Land (Chato’s Land)
- 1973: Unternehmen Staatsgewalt (Executive Action)
- 1976: Jesus von Nazareth (The Passover Plot)
- 1980: Oh, Moses! (Wholly Moses!)
- 1982: Talon im Kampf gegen das Imperium (The Sword and the Sorcerer)

### Fernsehen
- 1972: Bonanza
- 1973: Der Mordfall Marcus-Nelson
- 1973: The New Perry Mason
- 1974: M*A*S*H
- 1975: Detektiv Rockford – Anruf genügt (The Rockford Files)
- 1975: Starsky & Hutch
- 1977: Roots
- 1978: Stingray
- 1979: CHiPs
- 1979: Ein Duke kommt selten allein (The Dukes of Hazzard)
- 1979: Vegas
- 1980: Dallas
- 1986: Magnum (Magnum, p.i.)